# スズキ・パレット
パレット（PALETTE）は、スズキが生産・販売していた軽トールワゴン（軽スーパーハイトワゴン）である。

## 概要
「トール型ワゴン」という新境地を切り拓いて成功を収め、第2世代に移行したダイハツ・タントに対抗すべくスズキが発表した自動車である。ホイールベース2,400mmを誇る新プラットフォーム（のち4代目ワゴンR、2代目ラパン、7代目アルトにも採用）や、ボンネット型軽自動車として初の後席両側スライドドア（ターボエンジン搭載の「TS」は両側電動式）が採用されている。
なお、スズキが自社生産した軽自動車において1代限りで生産終了したのは同社のハッチ、マイティボーイ、カプチーノ、ツイン、Keiに次いで6車種目である。

## 初代 MK21S型（2008年 - 2013年）

### 年表
2007年（平成19年）11月
第40回東京モーターショーに後の標準系モデルを参考出品車（市販予定車）として展示。
2008年（平成20年）1月24日
発表。同30日に日本での販売を開始。月間販売目標は6,000台と発表されている。
グレードは自然吸気が「XS」、「X」、「G」、インタークーラーターボが「TS」、「T」で、「XS」、「TS」、「T」はディスチャージヘッドランプ、エアロパーツ、フォグランプ、14インチアルミホイール、タコメーターを標準装備。駆動方式は「XS」がFFのみ、他にはFFとフルタイム4WD （ビスカスカップリング式スタンバイ4WD）を設定。
エンジンは全車K6A型を搭載しており、40 kW（54 ps）/6,500 rpmの自然吸気VVTエンジンと、44 kW（60 ps）/6,000 rpmのM（マイルド）ターボの2種で構成されており、トランスミッションは発売当初、インパネシフトの4ATとの組み合わせのみであった。
足回りは全車にフロントスタビライザーとロール抑制と乗り心地を重視した専用のリアサスペンションが与えられている。
全車に電動格納式ドアミラー、ABS（EBDつき）、シートリフター&チルトステアリング&シートベルトアンカーアジャスター、自発光式メーター、バニティーミラーが標準装備となり、運転席ハンドル下側には、スズキ初となるETC車載器（アンテナ分離型）の取付スペースが設けられた。この取付スペースはその後、スズキの他の車種にも、モデルチェンジ時に順次設置された。また、「T」・「TS」には両側に、「X」・「XS」には助手席側に電動スライドドアが備わり、廉価グレード「G」を除く全車にサイドエアバッグが標準装備、最上級グレードの「TS」には軽自動車では初となるサイドカーテンエアバッグやハイグレードサウンドシステムなどが標準装備となる（後者はレス設定あり）。このほか、スズキ車初となるキーレスプッシュスタートシステム、オートライトシステム、フルオートエアコンが大半のグレードに備わる。加えてディスチャージヘッドランプ、タコメーター、ドアミラー内蔵ターンランプなどが「XS」・「TS」に標準装備される。
2008年（平成20年）12月18日
「G」をベースにキーレスプッシュスタートシステム、半ドア状態から自動で全閉するスライドドアイージークローザー、専用CDプレーヤー、撥水加工ファブリックシートなどを装備した特別仕様車「G-Limited」を発売。ボディカラーは専用色の「ブリーズブルーメタリック」を含む6色を設定している。
2009年（平成21年）9月17日
一部改良（2型）。従来のスポーティ系グレード（「XS」・「TS」）を発展させ、ワゴンR スティングレイの流れを汲むトランスルーセントタイプのヘッドランプガーニッシュと大開口のロアグリルを組み合わせた個性的なフロント周りや、後付け感の無い前後エアロバンパー、スモークタイプのリアコンビネーションランプ、専用デザインのアルミホイールなどを採用した派生モデル、「パレットSW」を追加。
同時に、標準車の「G」・SWの「GS」を除く全車に市販車世界初となる副変速機構付CVT（日産自動車とジヤトコの共同開発）を採用。従来のスチールベルト式CVTに前進2段の変速機構を組み合わせたもので、ローギアでは発進時の加速を向上させ、ハイギアでは燃費の向上を実現した。ローギヤからハイギヤへの変速はスロットル開度（負荷）などによって異なるが、28 - 70 km/hの間で行われる。さらに、電子制御スロットルを採用し、レスポンスの良い走りを実現。同時にK6A型エンジンにも改良を行い、自然吸気エンジンの2WD・CVT車は「平成22年度燃費基準+20%」を、同エンジンの4WD・CVT車は「平成22年度燃費基準+15%」をそれぞれ達成した。また、SWの「TS」に搭載のターボエンジンは最高出力47 kw（64 ps）のS（スポーツ）ターボに変更することで俊敏性を強調している。
さらに、標準車の「X」とSWの全グレードには後退時に車両後方を4.3型液晶画面に映し出すバックモニター付CDプレイヤーを新たにメーカーオプションとして設定。ボディカラーは標準車・SW共通カラー4色に加え、標準車では新色の「アクアベールブルーパールメタリック」とMRワゴンにも採用されている「ブルームピンクメタリック」を、SWでは「ルナグレーメタリック」とオプションカラーの「ミステリアスバイオレッドパール」をそれぞれ設定した。グレード体系も変更され、標準車では既存の「G」・「X」に加え、キーレスプッシュスタートシステムやスライドドアイージークローザーを追加装備した中間グレードの「L」を、SWでは「XS」から装備を一部簡素化した4ATの「GS」をそれぞれ追加した。また、SWの「TS」では10スピーカーを装備し、車速により音量や音質を自動調整する「ツインラウドネス機能」を装備したハイグレードサウンドシステム車が用意される。この仕様の場合、リアヒーターダクト（4WD）やインパネセンターボックスは省かれるが、代わりにSRSカーテンエアバッグ、可倒式アシストグリップ（運転席）、ルーフスピーカーイルミネーション（青色LED）が追加装備され、ステアリングホイールの左手側スポークにオーディオコントロールスイッチが追加される。
2009年（平成21年）12月1日
ルークス（ROOX）として日産へOEM供給を開始。
2010年（平成22年）5月1日
仕様変更。グレード体系を整理し、4ATの標準車「G」とSW「GS」を廃止、全車CVTとなった。また、SW「TS」の専用オプションとして設定されていたハイグレードサウンドシステムも廃止された。
2010年（平成22年）8月20日
一部改良（3型）。副変速機構付CVTの改良により、ロックアップ領域を拡大すると共に、メカニカルロスも低減したことで燃費を向上。このため、標準「L」・「X」・SW「XS」の2WDは「平成22年度燃費基準+25%」、標準「L」・「X」・SW「XS」の4WDは「平成22年度燃費基準+20%」をそれぞれ達成。SWターボの「TS」の2WDは「平成22年度燃費基準+15%」を達成するとともに、排出ガスのクリーン化により「平成17年度排出ガス基準75%低減レベル（☆☆☆☆）」も同時に取得した。装備面ではエコドライブインジケーターが新設され、ハイマウントストップランプをLED化。さらに、標準車には2009年9月の一部改良時に廃止されていたターボエンジンの「T」を復活。新「T」は前期型同様に専用のフロントメッキグリルが与えられているが、装備内容は「X」に準じた内容となっており、これまで両側に搭載されていたパワースライドドアは後席左側（助手席側）のみとなった。
2010年（平成22年）11月25日
標準車/SWの特別仕様車「リミテッド」を発売。前者は「L」をベースに、後席左側（助手席側）パワースライドドア、ディスチャージヘッドランプ（ハイ/ロービーム、オートレベリング機構付）、LEDサイドターンランプ付ドアミラー、メッキグリル、撥水加工済み専用ファブリックシート表皮、専用ドアトリムクロス、オートライトシステムを装備した充実仕様で、ベース車では設定できないバックモニター付CDプレーヤーのオプション設定も可能。ボディカラーは専用色の「シャーベットオレンジメタリック」を含む6色を設定。後者はSW「XS」をベースに、スケルトンタイプのフロントグリルとヘッドランプをブラックメッキに、アルミホイールをガンメタリック塗装にそれぞれ変更し、オーディオスイッチ付本革巻ステアリングホイール、8スピーカーを装備。シート表皮には紫のステッチとアクセントラインを施した。ボディカラーは専用色の「バタフライバイオレットメタリック」を含む6色を設定した。
2011年（平成23年）11月21日
標準車/SWの特別仕様車「リミテッドII」を発売。2010年10月に発売された特別仕様車のバージョンアップ仕様で、共通の特別装備として、SW「TS」と同じ両側パワースライドドア（挟み込み防止機構付）を備えるとともに、前者は従来の「リミテッド」と同等の特別装備を備える。また、特別設定色は標準車「リミテッド」の「シャーベットオレンジメタリック」に加え、新たに「メロウブロンズパールメタリック」を設定。SWも従来の「リミテッド」と同等の特別装備を備えるが、シート表皮をセーレンの「ラックススエード」に、ステッチ色もシルバーに変更。特別設定色が入れ替えとなり、新たに「スパークブラックパール（オプションカラー）」を追加設定した。
2012年（平成24年）2月27日
一部改良。標準車「L」・「X」・SW「XS」の2WD及び特別仕様車の「リミテッドII」・「SW リミテッドII」の2WDにおいて、エンジン制御の見直しにより燃料カット時間を長くしたほか、CVTフルードを低粘度タイプに変更したことでCVT内の摩擦抵抗（フリクションロス）を低減し、燃料消費を減らしたことで、JC08モードによる燃費を向上（20.2 km/L→20.8 km/L）。なお、この改良により「平成27年度燃費基準」を達成している。
2012年（平成24年）6月18日
一部改良（4型）。SW「XS」の2WDにアイドリングストップシステムを追加して燃費を向上した「XS アイドリングストップ」を追加。同時に、標準車「L」の2WDをベースに、アイドリングストップシステム、左側（助手席側）パワースライドドア、フロントメッキグリル、フルオートエアコン（抗アレルゲン+カテキン・エアフィルター付）等を装備し、ブラウン基調の撥水加工ファブリックシート表皮・ドアトリムクロスを採用した特別仕様車「ISセレクション」を発表した（6月26日販売開始）。併せて、既存グレードの一部仕様変更を行い、新たに、乗降グリップ（後席両側）とISOFIX対応チャイルドシート固定用アンカー（後席）を採用し、標準車においてはインパネ色をブラウンに、シート表皮・ドアトリム表皮色をベージュ基調にそれぞれ変更した。特別仕様車の「リミテッドII」・「SW リミテッドII」もベースグレード同様の一部仕様変更を受け販売を継続するが、カラーラインナップが一部変更となり、各グレードに設定されていた特別設定色を廃止し、特別仕様車では設定できなかったベースグレードのカタログカラー「ブルームピンクメタリック（「リミテッドII」のみ）」と「クリアベージュメタリック」を新たに追加した。
2012年（平成24年）6月26日
フレアワゴンとしてマツダにOEM供給を開始（6代目アルト、5代目キャロル、ピノ以来となる3姉妹車種となる）。
2013年2月26日
後継車種となるスペーシア発表に伴い生産終了。型式の「MK」もスペーシアに引き継がれることになる。
| 東京モーターショーに展示されたパレット |  | 東京モーターショーに展示されたパレット |
| 東京モーターショーに展示されたパレット |  |                                        |

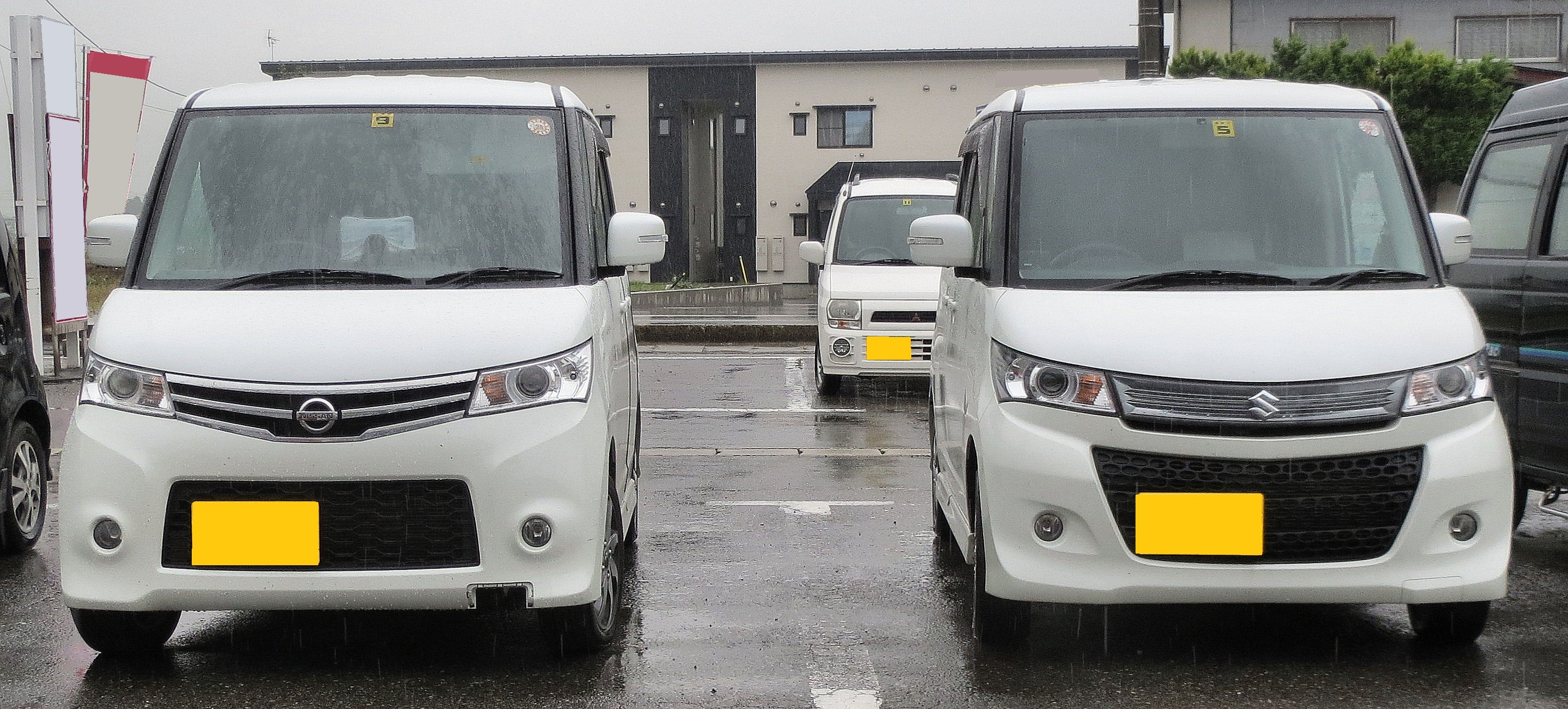
後期型SW XSと同型のルークスハイウェイスターとの比較
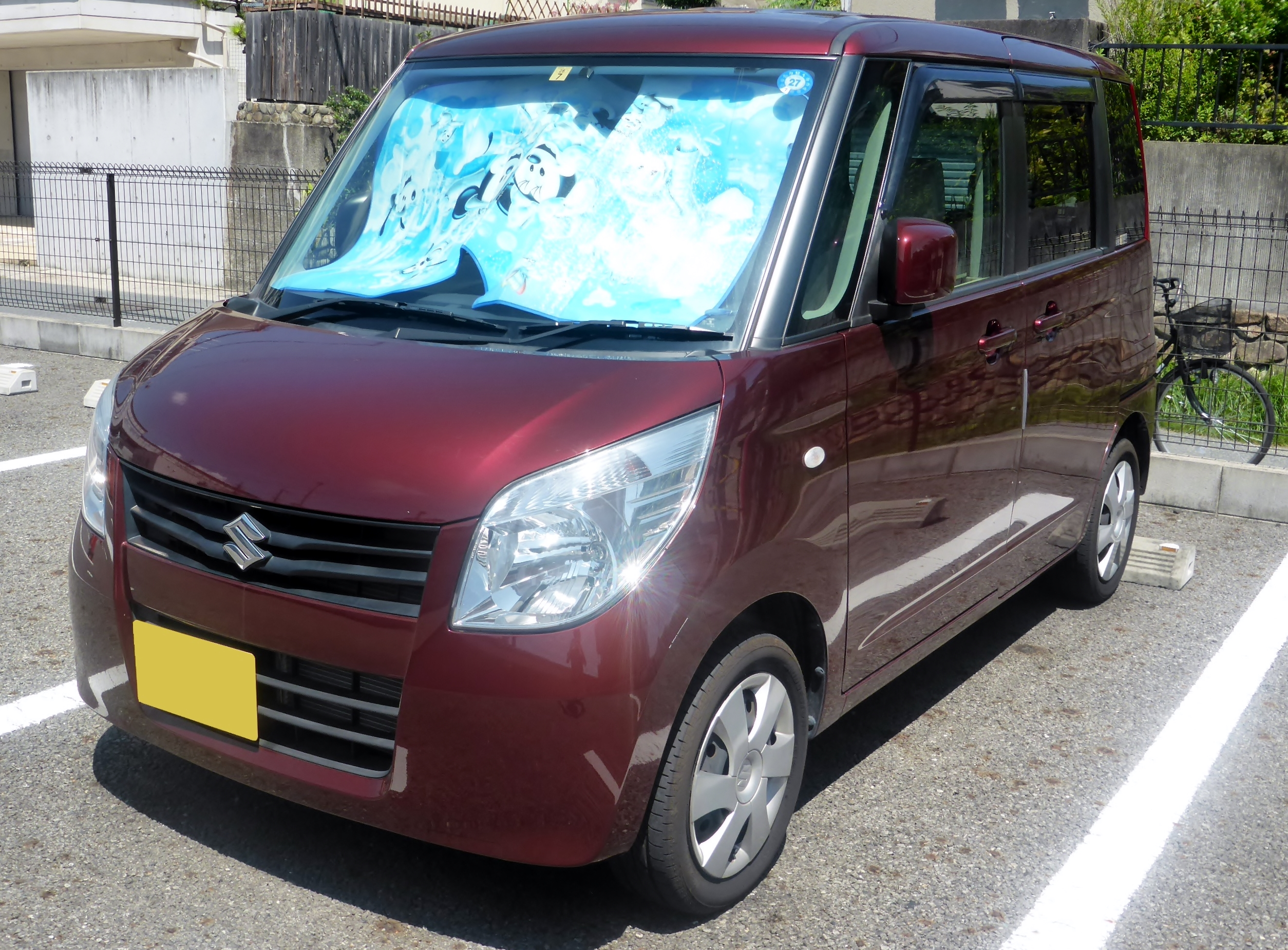
前期型X（フロント）
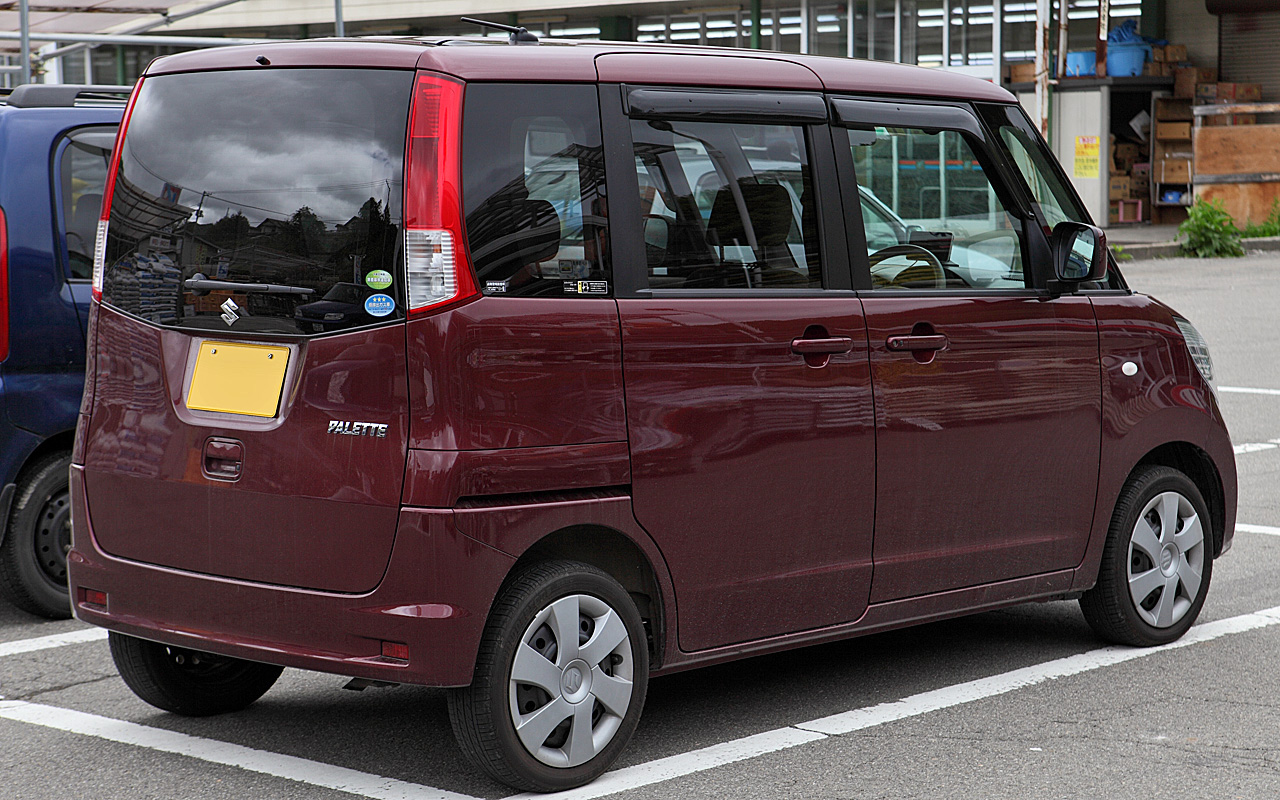
前期型X（リア）

## 車名の由来
- 画材のパレットに由来する。絵の具がパレットの上で多彩な色を生み出すように、様々なライフスタイルを楽しむことができるクルマという意味で命名された。
スズキの製品では、50 ccスクーターLet's 4のレトロ調モデルに「Pallet」のサブネームが使われたことがある。
- マイナーチェンジで追加されたパレットSWの“SW”とは「Super Wagon」の頭文字を意味する。

## 関連車種
- スズキ・スペーシア - 後継車種
- スズキ・ソリオ - 2代目モデルはドアパネルなどを共用している。
- スズキ・レッツ - スズキの原付スクーター。2005年に『レッツ4パレット』（Pallet）という車種が発売されており、日本語の商標を共有する形になっている。

他社へのOEM供給
- 日産・ルークス - 日産自動車向け。2代目以降のモデルはeKスペースの共同開発となる。
- マツダ・フレアワゴン - マツダ向け